# Sedaví (kommunhuvudort)
Sedaví är en kommunhuvudort i Spanien.   Den ligger i provinsen Província de València och regionen Valencia, i den östra delen av landet, 300 km öster om huvudstaden Madrid. Sedaví ligger 8 meter över havet och antalet invånare är 8 778.
Terrängen runt Sedaví är platt. Havet är nära Sedaví österut.Runt Sedaví är det mycket tätbefolkat, med 4 343 invånare per kvadratkilometer. Närmaste större samhälle är Valencia, 4,1 km norr om Sedaví. Trakten runt Sedaví består till största delen av jordbruksmark.